# Манистик (Мичиген)
Манистик (енгл. Manistique) град је у америчкој савезној држави Мичиген. По попису становништва из 2010. у њему је живело 3.097 становника.

## Демографија
Према попису становништва из 2010. у граду је живело 3.097 становника, што је 486 (13,6%) становника мање него 2000. године.
| Група             | 2000.         | 2010.         |
| Белци             | 3.088 (86,2%) | 2.650 (85,6%) |
| Афроамериканци    | 134 (3,7%)    | 6 (0,2%)      |
| Азијати           | 26 (0,7%)     | 5 (0,2%)      |
| Хиспаноамериканци | 47 (1,3%)     | 32 (1,0%)     |
| Укупно            | 3.583         | 3.097         |